# Pád
Pád (románul: Spini) település Romániában, Hunyad megyében.

## Fekvése
Dévától 17 km-re keletre, Piskitől 8 km-re keletre, Szászvárostól 10 km-re nyugatra, Ópiski, Répás és Tordos közt, a Sztrigy folyó partján fekvő település.

## Története
1265-ben említették először Pad Saxonica et Hungarica néven. Ebből következik, hogy a középkorban vegyes német - magyar lakossága volt, amely azonban nyom nélkül eltűnt. A 15. században már románok lakták a falut.
A trianoni békeszerződésig Hunyad vármegye Szászvárosi járásához tartozott.

## Lakossága
1910-ben 408 lakosa volt, ebből 342 román, 48 cigány és 18 magyar nemzetiségűnek vallotta magát.
2002-ben 240 lakosából 183 román, 50 cigány és 7 magyar volt.